# Un temps de Pauchon
Pour les articles homonymes, voir Pauchon.
Un temps de Pauchon est une émission de radio française produite et animée par Hervé Pauchon diffusée du lundi au vendredi à 10 h 50 sur France Inter entre 2007 et 2019.

## Concept
Le titre de l'émission fait référence à l'expression un temps de cochon et joue sur les sonorités proches des mots cochon et Pauchon. La référence à la météo est également induite par le générique dit par Joël Collado, présentateur météo sur France inter : « Allez, cinq, quatre, trois, deux, un et zéro. Et maintenant sur France inter, il va y avoir un temps de Pauchon mais... ça ne va pas durer. »
L'interview dure un peu moins de dix minutes et a pour devise : « L’air du temps en quelques minutes, décalées, mais pas trop. Un reportage qui s’intéresse à tout et ne s’interdit rien. Toujours avec du son et sans obligation. »
Dans le cadre de cette émission, Hervé Pauchon va à la rencontre d'anonymes, dans des espaces publics, lors de manifestations, de salons... et leur tend son micro. La formule finale de prise de congé avec les auditeurs est prononcée par la personne interviewée, et non le journaliste :  « Un temps de Pauchon, c'est terminé pour aujourd'hui mais on se retrouve demain. »

## Historique
L'émission a été créée en 2007, à la suite de la participation de Hervé Pauchon à l'émission La Bande à Bonnaud. Ses horaires de programmation fluctuent chaque année car ce court reportage est souvent intégré à une émission plus longue : ainsi en  2007, elle  était diffusée à 17H50, après Nonobstant, l'émission d'Yves Calvi ; en 2010-2011, elle était proposée de 21 h 50 à 22 h ; en 2014-2015, à 16 h 50.
En 2013, Nicolas Phillibert a filmé le tournage d’un épisode de Un Temps de Pauchon, pour son film La Maison de la radio,.
Le 23 juin 2019, Hervé Pauchon annonce la fin de son émission sur une thématique «partir autrement».

## Équipe
Producteur : Hervé Pauchon
Réalisatrice : Véronique Barnet
Attachée de production : Zohra Bensmaili

## Distinctions
En 2012, Hervé Pauchon reçoit le Grand prix des Radios Francophones Publiques dans la catégorie Format court pour son reportage Le micro court les rues qui relate sa rencontre avec l'Alliance noire citoyenne (ANC) dans le cadre de son émission.